# Don Carlos (cantante de reggae)
Don Carlos de nombre real Ervin Spencer (nacido el 29 de junio de 1952) es un cantante y compositor jamaicano de música reggae. Es considerado por mucha gente como uno de los precursores en cuanto a roots reggae refiere.

## Biografía y carrera
Nació y creció en Kingston Oeste, Jamaica, en el barrio Waterhouse. Muchos artistas de reggae talentosos como King Tubby, The Jays, Junior Reid y King Jammy también son de esta zona. Don Carlos comenzó a cantar en 1972 como miembro de Black Uhuru, junto a Garth Dennis y Derrick Simpson -el líder del trío-. Después de algún tiempo buscando su sonido como solista, Carlos despuntó en mayo de 1981 con la edición del álbum Suffering for Negus Roots, de carácter fuertemente "roots & culture".
Desde entonces se hizo muy popular en la escena reggae en vivo y ha lanzado doce álbumes en solitario, trabajando junto a Gold, su cantante de apoyo y coautor de temas. Algunos de sus discos más notables son Harvest Time, Day to Day Living y Them Never Know a Natty Dread, lanzados en 1982 . Spread Out, que también salió en 1982, conocido a menudo como Laser Beam, suele ser un favorito de los fanes.
Aunque el punto álgido de la carrera en solitario de Don Carlos fue durante la locura dancehall de los 80, todavía mantiene su sabor roots y sus estupendas melodías en su estilo actual. En 1988 grabó Jingle Bells con Glenice Spenser en A Reggae Christmas para RAS Records. En 1990 se reunió con Black Uhuru para la publicación de un álbum de la banda como voz principal.

## Discografía

### En solitario
- Suffering (1981), Negus Roots - also released as Prophecy
- Day to Day Living (1982), Greensleeves
- Harvest Time (1982), Negus Roots
- Spread Out (1983), Burning Sounds
- Pass the Lazer Beam (1983), Jackpot
- Just A Passing Glance (1984), RAS
- Deeply Concerned (1987), RAS
- Time Is The Master (1992), RAS
- 7 Days A Week (1998), RAS
- Dub Version (2000), Dressed to Kill
- Changes (2010), Heartbeat

### Don Carlos & Gold
- Them Never Know Natty Dread Have Him Credential (1981), Channel One
- Raving Tonight (1983), RAS
- Ghetto Living (1983), Tamoki Wambesi
- Never Run Away (1984), Kingdom
- Plantation (1984), CSA
- Ease Up (1994), RAS

### Álbumes compartidos
- Prison Oval Clash (1980), Tamoki Wambesi - compartido con Earl Cunningham y Charlie Chaplin
- Roots & Culture (1982), Jah Guidance - split con Culture
- Show-Down Vol. 3 (1984), Empire/Channel One - Don Carlos & Gold/The Gladiators
- Rasta Brothers (1985), Dancefloor - con Anthony Johnson & Little John
- Firehouse Clash (1986), Live & Learn - con Junior Reid
- Head 2 Head (2001), Attack - Horace Andy & Don Carlos

### Colaboraciones
- Groundation - Hebron Gate (2002), Young Tree
- Groundation - Dragon War (2003), Young Tree
- Groundation - We Free Again (2004), Young Tree
- Slightly Stoopid - Top of the World - "Marijuana" (2012), Stoopid

### Recopilatorios
- The Mighty Diamonds Meets Don Carlos & Gold at the Channel 1 Studio featuring The Revolutionaries,  Álbum que se compone de los discos Right Time de Hitbound/the Diamonds y Them Never Know Natty Dread Have Him Credential de Don Carlos & Gold's.
- Pure Gold, Jackpot
- Lazer Beam (1995), Culture Press
- Portrait (1997), RAS
- Jah Light (2002), Black Arrow
- Groove With Me (2003), Get Back
- Inna Dub Style - Rare Dubs 1979 - 1980 (2004), Jamaican Recordings
- Special Edition (2004), Jafada Music Productions
- Tribulation (2006), Attack
- Tribulation - Don Carlos In Dub (2007), Attack
- Kings of Reggae, Nocturne

### DVD
- Live in San Francisco (2003), 2B1